# Птолемей VI Филометор
Птолемей VI Филоме́тор — царь Египта в 181/180—146/145 годах до н. э. из династии Птолемеев.

## Биография

### Начальный период правления
Птолемей VI, старший сын Птолемея V Эпифана и дочери сирийского царя Антиоха III Клеопатры I, наследовал своему рано умершему отцу в малолетнем возрасте. Царица-мать Клеопатра I стала регентом при нём и взяла на себя бразды правления. В её регентство в Египте царило спокойствие. Она не порвала с Римом, но и не стремилась развязать войну с Селевкидским царством, план которой рассматривался в конце правления её супруга. Однако, через четыре года — а возможно, и через два — Клеопатра, как и её муж, умерла молодой.
Её смерть наверняка была скоропостижной, иначе она обязательно приняла бы какие-то меры для того, чтобы новым регентом стал человек высокого положения и большого авторитета. Но, так получилось, что управление делами захватили Евлей и Леней, два ставленника дворца, оба варварского происхождения и бывшие рабы. Евлей был евнухом, а судя по имени, он мог быть уроженцем Хузестана; Леней происходил из Сирии. Юному Птолемею было около пятнадцати лет, когда умерла его мать, и новые регенты ускорили его официальное вступление в совершеннолетие. Вероятно, они боялись, что если он останется несовершеннолетним, то Рим найдёт повод вмешаться. По крайней мере, на основании одной фразы в сомнительном документе считается, что анаклетерия молодого Птолемея состоялась в 172 году до н. э. и что его дядя Антиох IV Эпифан воспользовался благоприятным случаем и прислал в Александрию некого Апполония, чтобы представлять селевкидский двор.
С этим же связано посольство, присланное из Рима в 173 году до н. э., чтобы «возобновить дружбу с Птолемеем». Не известно, совершали ли над Птолемеем VI в Мемфисе египетские ритуалы как над фараоном, но поскольку Птолемей V уже подал пример, можно не сомневаться, что для поздних царей династии это стало общепринятым обычаем. Во время анаклетерии или, возможно, раньше, во всяком случае до брака, Птолемей VI получил прозвище, под которым известен, — Филометор («Любящий мать»), в котором, вероятно, нашла своё отражение руководящая роль Клеопатры в начальный период правления царя.

### Имя
| G5 |

| G5 |

| C18 | Aa15 · F32 · F51A · X1 | A80 | V28 | Aa5 · Q3 | E1 | S34 | D2 · Z1 | F31 | S29 | Aa1 · O39 | W24 · O39 | O34 · N35 |

| C18 | Aa15 · F32 · F51A · X1 | A80 | V28 | Aa5 · Q3 | E1 | S34 | D2 · Z1 | F31 | S29 | Aa1 · O39 | W24 · O39 | O34 · N35 |

| G16 |

| G16 |

| Aa15 · Aa11 · X1 · H8 | S29 | N28 · D36 · N35 | M23 | G43 |

| Aa15 · Aa11 · X1 · H8 | S29 | N28 · D36 · N35 | M23 | G43 |

| G8 |

| G8 |

| G37 · D21 | F9 · F9 | V30 · W4 | Z3 | Q3 · X1 | V28 | C18 | W19 | M17 | X2 · I9 · X1 · Z1 | Z1 | R8 | Z1 | R8 | Z1 | R8 | M17 | U33 | M17 | M17 | A23 | N5 · Z1 | W19 |

| G37 · D21 | F9 · F9 | V30 · W4 | Z3 | Q3 · X1 | V28 | C18 | W19 | M17 | X2 · I9 · X1 · Z1 | Z1 | R8 | Z1 | R8 | Z1 | R8 | M17 | U33 | M17 | M17 | A23 | N5 · Z1 | W19 |

| nswt&bity |

| nswt&bity |

| R8 | O1 · D21 · D54 | R8 | F44 · N35 | Q3 · X1 | V28 | L1 · D21 | U21 · N35 | C2 | C12 | D4 · Aa11 |

| R8 | O1 · D21 · D54 | R8 | F44 · N35 | Q3 · X1 | V28 | L1 · D21 | U21 · N35 | C2 | C12 | D4 · Aa11 |

| R8 | O1 · D21 · D54 | R8 | F44 · N35 | Q3 · X1 | V28 | L1 · D21 | U21 · N35 | C2 | C12 | D4 · Aa11 |

| R8 | O1 · D21 · D54 | R8 | F44 · N35 | Q3 · X1 | V28 | L1 · D21 | U21 · N35 | C2 | C12 | D4 · Aa11 |

| R8 | O1 · D21 · D54 | R8 | F44 · N35 | Q3 · X1 | V28 | L1 · D21 | U21 · N35 | C2 | C12 | D4 · Aa11 |

| R8 | O1 · D21 · D54 | R8 | F44 · N35 | Q3 · X1 | V28 | L1 · D21 | U21 · N35 | C2 | C12 | D4 · Aa11 |

| R8 | O1 · D21 · D54 | R8 | F44 · N35 | Q3 · X1 | V28 | L1 · D21 | U21 · N35 | C2 | C12 | D4 · Aa11 |

| R8 | O1 · D21 · D54 | R8 | F44 · N35 | Q3 · X1 | V28 | L1 · D21 | U21 · N35 | C2 | C12 | D4 · Aa11 |

| R8 | N8 | R8 | F44 | Q3 · X1 | V28 | U21 | L1 | D21 · N35 | C2 | C12 | D4 | H6 | X1 · H8 |

| R8 | N8 | R8 | F44 | Q3 · X1 | V28 | U21 | L1 | D21 · N35 | C2 | C12 | D4 | H6 | X1 · H8 |

| R8 | N8 | R8 | F44 | Q3 · X1 | V28 | U21 | L1 | D21 · N35 | C2 | C12 | D4 | H6 | X1 · H8 |

| R8 | N8 | R8 | F44 | Q3 · X1 | V28 | U21 | L1 | D21 · N35 | C2 | C12 | D4 | H6 | X1 · H8 |

| R8 | N8 | R8 | F44 | Q3 · X1 | V28 | U21 | L1 | D21 · N35 | C2 | C12 | D4 | H6 | X1 · H8 |

| R8 | N8 | R8 | F44 | Q3 · X1 | V28 | U21 | L1 | D21 · N35 | C2 | C12 | D4 | H6 | X1 · H8 |

| R8 | N8 | R8 | F44 | Q3 · X1 | V28 | U21 | L1 | D21 · N35 | C2 | C12 | D4 | H6 | X1 · H8 |

| R8 | N8 | R8 | F44 | Q3 · X1 | V28 | U21 | L1 | D21 · N35 | C2 | C12 | D4 | H6 | X1 · H8 |

| R8 | N8 | R8 | F44 | Q3 · X1 | V28 | N35 · U21 | D4 · Aa11 · N35 | C2 | C12 | D21 · V28 · V28 |

| R8 | N8 | R8 | F44 | Q3 · X1 | V28 | N35 · U21 | D4 · Aa11 · N35 | C2 | C12 | D21 · V28 · V28 |

| R8 | N8 | R8 | F44 | Q3 · X1 | V28 | N35 · U21 | D4 · Aa11 · N35 | C2 | C12 | D21 · V28 · V28 |

| R8 | N8 | R8 | F44 | Q3 · X1 | V28 | N35 · U21 | D4 · Aa11 · N35 | C2 | C12 | D21 · V28 · V28 |

| R8 | N8 | R8 | F44 | Q3 · X1 | V28 | N35 · U21 | D4 · Aa11 · N35 | C2 | C12 | D21 · V28 · V28 |

| R8 | N8 | R8 | F44 | Q3 · X1 | V28 | N35 · U21 | D4 · Aa11 · N35 | C2 | C12 | D21 · V28 · V28 |

| R8 | N8 | R8 | F44 | Q3 · X1 | V28 | N35 · U21 | D4 · Aa11 · N35 | C2 | C12 | D21 · V28 · V28 |

| R8 | N8 | R8 | F44 | Q3 · X1 | V28 | N35 · U21 | D4 · Aa11 · N35 | C2 | C12 | D21 · V28 · V28 |

| G39 | N5 |

| G39 | N5 |

| Q3 · X1 | V4 | E23 · Aa15 | M17 | M17 | S29 | S34 | D&t&tA | Q3 · X1 | V28 | U6 |

| Q3 · X1 | V4 | E23 · Aa15 | M17 | M17 | S29 | S34 | D&t&tA | Q3 · X1 | V28 | U6 |

| Q3 · X1 | V4 | E23 · Aa15 | M17 | M17 | S29 | S34 | D&t&tA | Q3 · X1 | V28 | U6 |

| Q3 · X1 | V4 | E23 · Aa15 | M17 | M17 | S29 | S34 | D&t&tA | Q3 · X1 | V28 | U6 |

| Q3 · X1 | V4 | E23 · Aa15 | M17 | M17 | S29 | S34 | D&t&tA | Q3 · X1 | V28 | U6 |

| Q3 · X1 | V4 | E23 · Aa15 | M17 | M17 | S29 | S34 | D&t&tA | Q3 · X1 | V28 | U6 |

| Q3 · X1 | V4 | E23 · Aa15 | M17 | M17 | S29 | S34 | D&t&tA | Q3 · X1 | V28 | U6 |

| Q3 · X1 | V4 | E23 · Aa15 | M17 | M17 | S29 | S34 | D&t&tA | Q3 · X1 | V28 | U6 |

| R8 | G14&t | I9 · N36 |

| R8 | G14&t | I9 · N36 |

| Q3 | R8 | X1 · G14 · I9 | M17 · M17 · N36 |

| Q3 | R8 | X1 · G14 · I9 | M17 · M17 · N36 |

| Z1 | R8 | Z1 | R8 | X1 | G14 | N36 |

| Z1 | R8 | Z1 | R8 | X1 | G14 | N36 |

| Z1s · Z1s · Z1s | R8 | X1 | G14 | Z2ss | N36 |

| Z1s · Z1s · Z1s | R8 | X1 | G14 | Z2ss | N36 |

### Война с Селевкидским царством

#### Разгром египетских войск
Евлей и Леней всё ещё руководили государственной политикой и решили вернуться к плану нападения на Келесирию. Антиох IV Эпифан увидел в их враждебных приготовлениях предлог для нанесения первого удара. Обе стороны отправили послов в Рим, чтобы представить свои мотивы перед сенатом, так как любое нарушение статус-кво на Востоке не могло не вызвать неодобрение и, может быть, даже вмешательство Рима. Но римляне в то время были заняты войной с Персеем Македонским, и державы Востока были предоставлены самим себе. В 170 году до н. э. Евлей и Леней, выступив в Александрии с хвастливыми речами, повели армию в Келесирию. Антиох встретил их, прежде чем они пересекли пустыню, и разбил египетское войско. Затем какой-то неизвестной хитростью, которую Полибий считал позорной, Антиох захватил Пелусий. Из Диодора, вроде как, следует, что Антиох заключил перемирие и недостойно для царя воспользовался им для захвата города. После чего он вошёл в Египет и двинулся вверх по Нилу в Мемфис. Впервые после Александра Македонского было совершено вторжение в Египет из Палестины. Антиох Эпифан, благодаря тогдашней египетской власти, одержал победу там, где выдающиеся полководцы Пердикка, Антигон I Одноглазый и Антиох III Великий потерпели неудачу. Молодой царь Птолемей по дурному, быть может, предательскому совету дворцового евнуха Эвлея попытался сбежать по морю на священный остров Самофракия, оставив жену-сестру Клеопатру и младшего брата в Александрии; но его захватили войска Селевкидов и привезли пленником в лагерь дяди. Антиох отнёсся к юноше с характерным для него притворным добродушием.

#### Возможное коронование Антиоха как фараона
Иероним утверждает (вероятно, вслед за Порфирием), что Антиох был официально коронован египетскими жрецами как царь Египта. Это очень странное заявление. Такое действие было бы несовместимо с политикой Антиоха — не настраивать Рим против себя расширением подвластной ему территории, а также с позицией, которую он занял через несколько недель в беседе с греческими послами, а именно что он признаёт Птолемея Филометора царём Египта. Думается, что Антиох не мог всерьёз рассчитывать явиться миру в роли фараона, и что, возможно, его коронование в Мемфисе — вымысел. Но если учесть характер Антиоха, его порывистые, сумасбродные прихоти, его любовь ко всему зрелищному и эффектному, то вполне допустимо, что этот человек, который позднее в Антиохии любил изображать себя римским эдилом и, надев римское платье, судить споры на рынке, вполне был способен, оказавшись в Мемфисе, велеть жрецам провести над ним древнюю церемонию венчания на царство — не в качестве выражения реальных политических намерений, а ради забавы. Утверждение Иеронима в некоторой степени подтверждается находкой монет с изображением Антиоха, изготовленных, скорее всего, в Египте.

#### Раздел Египта между двумя братьями
Тем временем в Александрии произошёл переворот. Народ и войска свергли Евлея и Ленея и призвали на трон юного брата Птолемея VI Филометора, который, провозглашённый царём, стал известен под именем Птолемея VIII Эвергета II. По собственной инициативе юного царя или в ответ на народный призыв Александрия перешла в оборону под руководством Комана и Кинея, назначенных юношей двух новых министров. Это осложнило бы покорение города для Антиоха, хотя он и удерживал Мемфис и открытое пространство Дельты. Послы из Греции, находившиеся в тот момент в Александрии, отправились в лагерь Антиоха, чтобы попытаться выступить посредниками. Антиох заявил, что он поддерживает отношения с законным царём Египта Птолемеем Филометором, и давно ведёт переговоры о мире, и если бы теперь александрийцы вздумали призвать Птолемея обратно, он, Антиох, не помешал бы тому.
Когда в конце 169 году до н. э. Антиох со своей армией удалился из Египта, он оставил страну разделённой: Птолемей Филометор царил в Мемфисе, а его брат Птолемей Эвергет — в Александрии. Антиох, очевидно, не собирался господствовать над Египтом; ему было достаточно ввергнуть страну в беспомощное состояние. Он лишь оставил гарнизон в Пелусии, чтобы иметь возможность всегда вернуться в Египет. Зимой 169/168 года до н. э. политика Антиоха потерпела крах. Между Александрией и Мемфисом состоялись переговоры; возможно, царица Клеопатра взяла в свои умелые руки задачу по примирению двух своих братьев. Они заключили соглашение о том, что будут совместно править в Александрии, а Клеопатра, как и раньше, останется женой Филометора. В греческие города были посланы послы с целью вербовки наёмников.

#### Вмешательство Рима
Это примирение вызвало новое вторжение Антиоха в Египет весной 168 года до н. э. Одновременно селевкидский флот овладел Кипром. На острове не обошлось без сражений, военачальники Птолемея были побеждены, а Кипр весь разграблен. Но в Египте Антиох, видимо, не встретил сопротивления. Филометор напрасно отправлял посольство к Антиоху, чтобы с благодарностью сообщить ему, что племяннику больше не требуется его присутствие с армией в Египте. Антиох на это ответил, что и флот и войско отведёт не иначе как в обмен на весь Кипр, Пелусий и земли вокруг Пелусийского устья Нила. Антиох снова явился в Мемфис и оттуда неторопливыми переходами двинулся на Александрию. Но теперь после окончательного разгрома Персея в битве при Пидне (22 июня 168 года до н. э.), у Рима освободились руки, и он смог ответить на призыв о помощи, с которым к нему тщетно взвывали из Александрии. В Элевсине, на окраине Александрии, Антиох столкнулся с римским посольством во главе с Гаем Попиллием Ленатом, который объявил ему волю сената — Антиох должен немедленно уйти из Египта.

«Антиох уже издали приветствовал римского военачальника и протягивал ему правую руку, Попилий подал ему табличку с начертанным на ней определением сената, которую держал в руках, и предложил Антиоху прочитать тотчас. Поступил так Попилий, как мне кажется, потому что не желал отвечать знаками дружбы Антиоху до того, как узнал, друга ли он имеет в собеседнике или врага. Когда царь по прочтении таблички сказал, что желает обсудить с друзьями полученное требование сената, Попилий совершил деяние, на мой взгляд, оскорбительное и до крайности высокомерное, именно: палкой из виноградной лозы, которую держал в руках, он провёл черту кругом Антиоха и велел царю не выходя из этого круга, дать ответ на письмо. Царя поразила такая дерзость; однако после непродолжительного колебания он обещал исполнить всё, чего требуют римляне. Теперь Попилий и его товарищи поздоровались с царём и все с одинаковым радушием приветствовали его. Письмо гласило: „прекратить немедленно войну с Птолемеем“. Посему через несколько дней в определенный срок Антиох, недовольный и огорченный, увёл обратно свои войска в Сирию; но тогда необходимо было покориться. Устроив дела в Александрии, преподав царям совет жить в согласии, вместе с тем предложив им отправить Полиарата в Рим, Попилий с товарищами отплыл к Кипру: они желали возможно скорее и этот остров очистить от находившихся там войск Антиоха. По прибытии на остров римские уполномоченные увидели, что военачальники Птолемея побеждены, и что Кипр весь разграблен, сирийскому войску они велели поскорее покинуть страну и оставаться на острове до тех пор пока войска не возвратились в Сирию. Таким-то образом римляне спасли почти что уничтоженное царство Птолемея, ибо судьба так направила дела Персея и македонян, что Александрия и целый Египет, которые дошли до последней крайности, воспрянули снова благодаря тому, что раньше решена была участь Персея. Не будь этого события и не будь оно достоверно известно Антиоху, он, мне кажется, не подчинился бы требованиям, ему предъявленным».
Об этом поступке Попилия, помимо Полибия, рассказывают также Аппиан, Тит Ливий и Юстин.

### Двоевластие в Египте

Птолемей VI Филометор

Вскоре после этих событий два брата и их сестра отправили совместное посольство в Рим, чтобы выразить свою благодарность сенату за своё освобождение. В следующие пять лет в Египте правили два царя. Полибий сообщает, что оба брата «носили царские головные уборы и осуществляли власть». Любопытно, что о совместном правлении упоминают только греческие авторы. На монетах и папирусах осталось мало следов этого двоевластия. На монетах того периода написано «Царь Птолемей» в единственном числе, только вместо орла, символа династии Птолемеев, — их два. До сих пор не обнаружено ни единого папируса или греческой надписи с официальным упоминанием правления сразу двух царей. Сохранилось только письмо от одного чиновника другому, которое начинается словами: «Царю Птолемею здравствовать, а также царю Птолемею Брату, и царице и сестре Клеопатре, и детям…» Письмо датировано «6-м годом», и это только значительно осложнило работу исследователей, так как 6-й год Филометора — это
176/175 год до н. э., то есть задолго до двоевластия. Пять лет двоевластия отнюдь не отличались согласием. Постепенно между царями назревал разрыв, подогреваемый придворными интригами и борьбой группировок в среде египетской и македонской знати. Несоответствие характеров братьев только способствовало этому. Характер Филометора, по свидетельству его современника Полибия, позднейших историков и письменных фактов, был лучшим и наиболее привлекательным среди всех царей династии Птолемеев. В эпоху, когда насилие и жестокость были чудовищно обычными, Птолемей VI Филометор отличался мягкостью и человечностью. «Он не отнял жизни ни у кого из своих друзей (то есть людей, приближённых ко двору и состоящих на царской службе), каковы бы ни были против них обвинения; я думаю даже, что по вине его не умер ни единый александриец, кто бы он ни был». Как Филометор с присущей ему готовностью идти на компромисс сделал брата своим соправителем, так же он принял эгоистические стремления брата с великодушием и прощением. Эвергет же, напротив, был деятелен, жесток и своенравен. Доброта Филометора оказалась совершенно не способна изменить дурное сердце его брата, и тот принёс много бед царству. В Александрии в годы двоевластия не прекращались беспорядки. Молодой Птолемей, которого народный порыв призвал на трон, был популярен, а Филометор — нет.
Один высокопоставленный и влиятельный придворный постарался извлечь из этой ситуации выгоду для своего честолюбия. По-гречески его звали Дионисием («Принадлежащий Дионису»), а по-египетски — Петосараписом («Принадлежащий Серапису»; Сераписа часто отождествляли с Дионисом). Этот природный египтянин отличился во время войны с Антиохом и добился высокой должности «друга» царя. Дионисий воспользовался популярностью Птолемея Брата, чтобы распалить толпу и натравить её на царский дворец с намерением убить Филометора, который якобы задумал устранить младшего брата, как говорилось в объявлении, которое Дионисий велел читать на рынках. Дионисий надеялся отделаться от обоих царей. Но его план провалился, так как Филометор сначала предложил брату отречься от трона, а затем, когда тот объявил, что беспорядки разгорелись без его ведома, два царя вместе вышли перед народом в своём царском облачении, являя собой картину братского согласия. Дионисий сбежал, но вскоре о нём услышали на окраинах Александрии в Элевсине, где он убедил около четырёх тысяч недовольных солдат (возможно, из природных египтян) примкнуть к нему. Филометор вышел против мятежников с преданными войсками и разгромил их. Дионисий, сбросив одежду, переплыл через канал и нашёл убежище среди туземной толпы. Он имел большое влияние среди египтян и воспользовался им для подготовки нового мятежа.

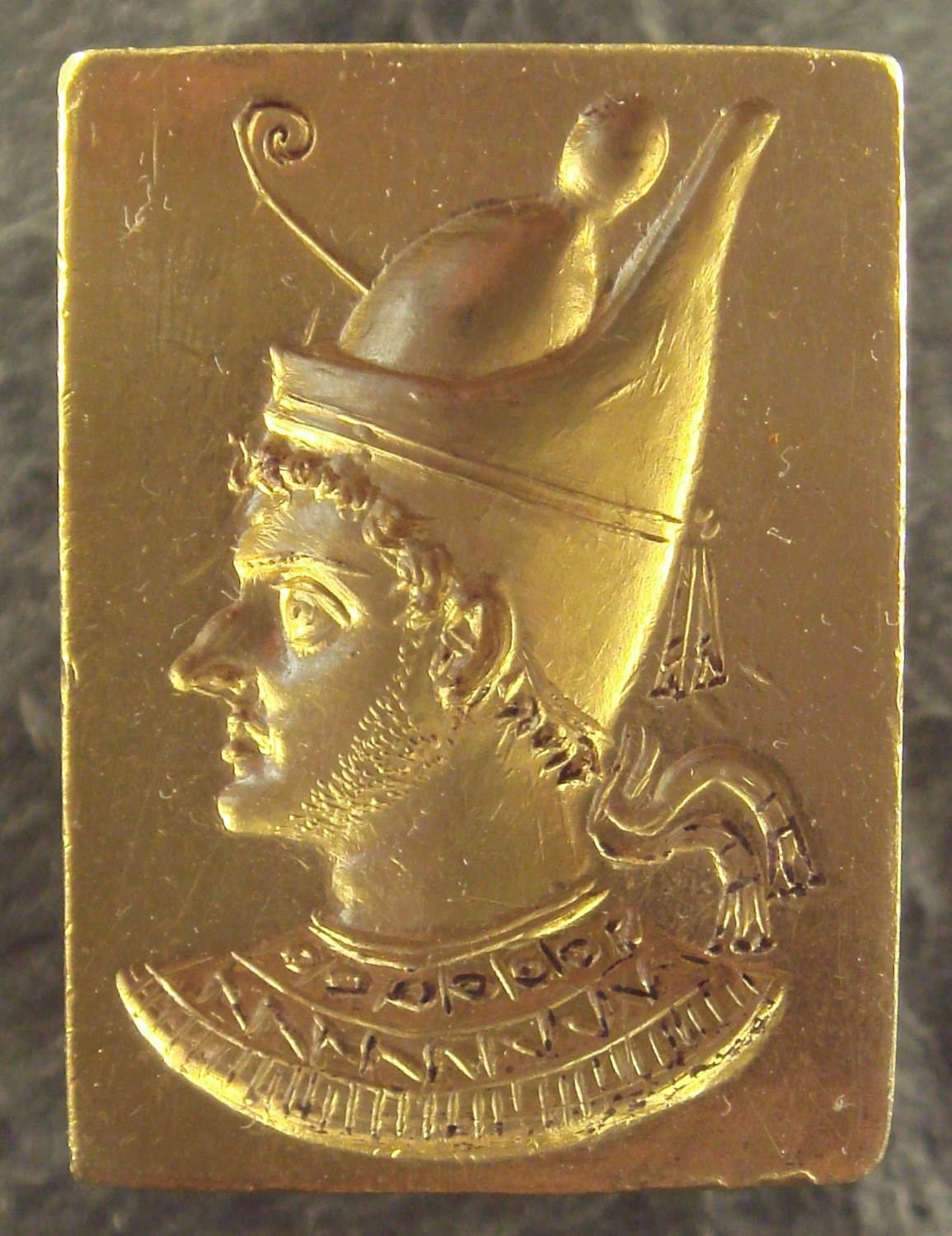
Птолемей VI в образе египетского фараона

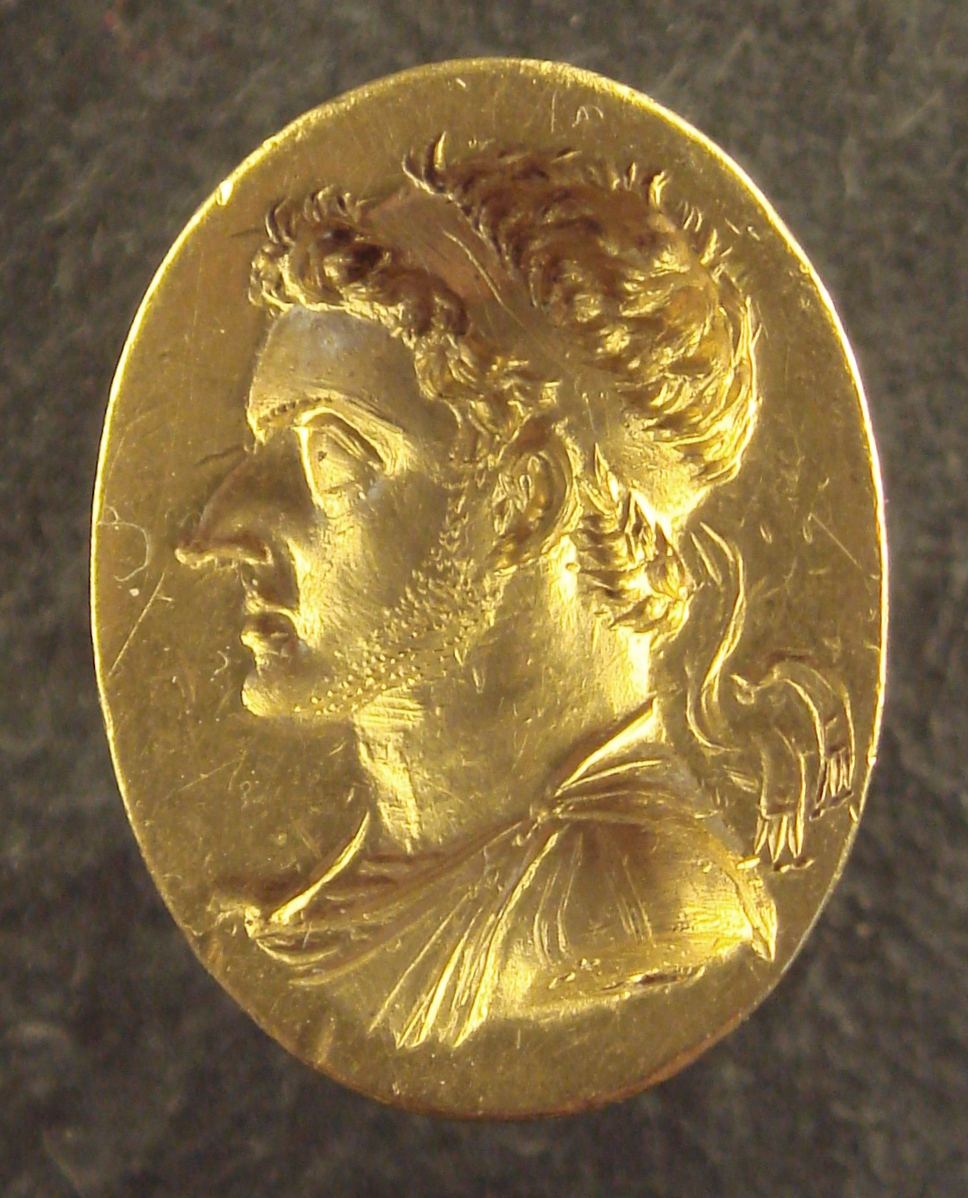
Птолемей VI в образе эллинистического правителя

Фрагмент из труда Диодора здесь обрывается, и неизвестно, что стало с Дионисием и египтянами, которые поднялись по его призыву. Но в другом фрагменте говорится о «новом мятеже в Фиваиде», и оно могло быть связано с тем восстанием, которое поднял Дионисий. Птолемей, согласно источникам, «легко» подавил мятежи в остальных местностях, но отряды националистов сосредоточились в укреплённом Панополе, который находится по ту сторону Нила прямо напротив крупного греческого города Птолемаиды.
Филометор с победой вернулся в Александрию. Но даже если его брат Птолемей Эвергет и был неповинен в связях с восстанием Дионисия-Петосараписа, в конце концов он всё-таки затеял мятеж против Филометора и добился успеха. Осенью 164 года до н. э. (последние письменные источники, датированные его именем, относятся к 23 октября) Филометор был вынужден бежать из Александрии.

### Давление Рима
Помимо, вступления ребёнка на египетский трон второй раз подряд в течение короткого промежутка времени (чуть более двадцати лет), что вызывало различные злоупотребления, египетского национального подъёма и восстания против греческого господства, роста влияния бывших рабов и евнухов при дворе, раздоров внутри царской семьи, беспрестанно подтачивающих государство изнутри, добавился ещё один внешний разрушающий фактор — пагубное влияние Рима. Эта могущественная зловещая сила с тех пор всегда маячила вдали, готовая не дать восточным царствам оправиться от потерь, потому что Рим не был заинтересован в том, чтобы они оставались сильными, и поддерживал существовавшие в них подрывные элементы, когда их почти удавалось преодолеть. Рим спас Египет от Антиоха, но не желал видеть династию Птолемеев сильной.
Филометор отправился в Рим. Диодор пишет о том, как высадившись в италийской гавани, он побрёл в Рим в одежде обычного путника и в сопровождении только евнуха и трёх рабов. Другой молодой македонский царевич, двоюродный брат Филометора из династии Селевкидов Деметрий в то время находившийся в Риме в качестве заложника, встретил его на расстоянии двухсот стадий (около 37 км) от города с лошадью и царским одеянием. Но Птолемей объяснил Деметрию, что ему очень важно произвести нужное впечатление на сенат, и решительно прошагал пешком весь остаток пути. В Риме, все так же ради драматического эффекта, он поселился в бедном квартале вместе с греческим маляром, которому когда-то оказал благодеяние в Александрии.
В ответ на патетическое обращение Филометора римский сенат постановил разделить царство Птолемеев на два. Это решение имело преимущества с точки зрения римлян. Филометор должен был получить Египет и Кипр, а Птолемей Эвергет — Киренаику. Насколько Рим был готов поддерживать это решение военной силой, неизвестно. Сначала Филометор, как видно неуверенный в безопасности возвращения в Египет, отправился жить на Кипр. Но, увидев, что представляет собой единоличное правление Птолемея Эвергета александрийцы за несколько месяцев сменили любовь на жгучую ненависть призвали Филометора с Кипра. Римские послы, находившиеся тогда в Александрии, впоследствии говорили, что только их присутствие спасло Эвергета, когда толпа была готова разорвать его в клочья. Оба царя торжественно поклялись соблюдать новое соглашение, и Птолемей Эвергет отправился царствовать в Киренаику (в июле—августе 163 года до н. э.).
Филометор объявил амнистию за все преступления, совершённые вплоть до 19 эпифи 18-го года его правления (17 августа 163 года до н. э.). Отныне и до конца жизни он оставался единоличным правителем Египта. Однако в официальном протоколе появилось нововведение — изменилась датировочная формула. С тех пор царицы стали регулярно упоминаться в датировке вместе с супругами-царями: «В правление царя Птолемея и царицы Клеопатры». Скорее это расширение официальной формулировки было приведено в соответствие с фактическим положением дел, которое больше соответствовало египетской традиции, чем греческой, — независимому положению женщины перед законом. Также возможно, сестра была самой популярной среди трёх детей Птолемея Эпифана и, может быть, именно поэтому Птолемей решил теснее связать с ней в глазах народа, вставив её имя в официальные документы. В 153—152 годах до н. э. старший сын Филометора Птолемей Эвпатор («Знатный») стал соправителем отца, однако он умер примерно через три года (около 150 года до н. э.), хотя появляется в позднейших списках обожествлённых царей, связанных с Александром в государственном культе.

### Строительная деятельность
В папирусах и надписях содержится немного сведений о том, что происходило в Египте в оставшиеся годы правления Птолемея Филометора. В октябре 163 года до н. э. царь с царицей вместе отправились в путешествие вверх по Нилу. Согласно папирусам из мемфисского Серапеума, они посетили храм, располагавшийся возле древней столицы. Царь и царица ещё раз побывали в Серапеуме в октябре 158 года до н. э. В том же году, явно в ходе того же путешествия, они посетили остров Филы. К храму в Эдфу в 177—176 годах до н. э. были пристроены большие деревянные врата, ещё когда Филометор был ребёнком, а за него в качестве регента правила его мать; война в Сирии, а затем восстание в верхнем Египте помешали продолжению работ, но они возобновились, как сказано в надписи, в 30 году правления царя (150—149 году до н. э.). Филометор строил, восстанавливал или украшал египетские храмы и в других местах, но в надписях не указаны точные даты. В Антеополе (современное селение Кау-эль-Кебир) Птолемей и Клеопатра посвятили пронаос Антею (египетскому богу Немти/Анти, чьё имя по звучанию напоминало греческое имя Антей). В Омбосе Филометор продолжил строительство храма Ароэрису-Аполлону (египетскому Хор-ур, «Хору старшему»), начатое его отцом.
Были также обнаружены остатки строительных работ, проведенных по приказу Филометора в египетских храмах в Диосполе Парва, Карнаке и Эсне. Кроме надписей, в которых упоминается имя царя или сказано о работах, выполненных по царскому приказу, в нашем распоряжении имеются греческие надписи, сделанные чиновниками в честь Птолемея Филометора и Клеопатры. В Омбосе гарнизон Омбиского нома построил святилище и посвятил «от лица» царя, царицы и их детей «за оказанные ими милости». На острове Эль-Хесса южнее Филы найдены пьедесталы трёх статуй — Филометора. Клеопатры и их сына (согласно греческим надписям), а в соседнем Асуане — пьедестал статуи Филометора.

### Продвижение на юг
Есть свидетельство, что птолемеевский двор к тому моменту перешёл к наступательной политике на южной границе. Очевидно, наперекор эфиопским правителям он попытался утвердиться на отрезке Нила от первых порогов вплоть до вторых (Вади-Хальфа).

### Вражда с братом
Хотя после возвращения с Кипра Филометор всю оставшуюся жизнь удерживал египетское царство вопреки всем махинациям брата, это удавалось ему с помощью либо военной силы, либо дипломатической ловкости в зависимости от того, чего требовал случай. Если бы Рим придерживался своего собственного решения, принятого в 163 году до н. э., то, поскольку Филометор охотно его выполнял, не осталось бы места для дальнейших споров, но в сенате были влиятельные люди, всегда готовые поддержать обращения от его брата Птолемея Эвергета, чтобы нарушить это решение в его пользу. Теперь Птолемей Эвергет просил отдать ему Кипр вдобавок к Киренаике, и сенат, выслушав его послов, не давал прекратиться распрям в царстве Птолемеев.
В 162 году до н. э. Птолемей Эвергет лично отправился в Рим, и, как не старались послы Филометора убедить римлян, сенат всё-таки постановил, что Эвергету следует отдать Кипр. Он покинул Рим с двумя сенатскими легатами, которым было поручено водворить его на остров в качестве царя, но без применения военной силы, так как в Риме надеялись, что Филометор добровольно подчиниться их решению. Однако Филометор, выказав все возможные почести римскому легату, который прибыл к нему в Александрию, решительно не соглашался на новое предложение римлян. Эвергет возвратился в Киренаику, собрав по пути войско в тысячу критских наёмников, и дожидался развития событий на побережье у границы Египта. Тогда Кирена и другие греческие города его царства восстали против него. Отправляясь в Рим перед этим, он оставил наместником в Киренаике Птолемея Симптесиса, египтянина по происхождению. Когда разразился мятеж, Симптесис перешёл на сторону восставших; их же поддержали и ливийцы. Поэтому вместо того, чтобы приобрести Кипр, Птолемей Эвергет обнаружил, что ему придётся воевать за киренский престол. Филометор получил известие о недовольстве Рима тем, что он не выполнил решение сената; но теперь египетский царь, с которым имели дело римляне, стал взрослым мужчиной. Рим был не готов прибегнуть к силе — Филометор знал это и спокойно стоял на своём.
Прошло восемь лет, и Рим так ничего и не предпринял. В 155 году до н. э. были раскрыты тайные переговоры правителя Кипра Архия с царём из династии Селевкидов Деметрием I, который тоже положил глаз на Кипр. Это был тот самый Деметрий, который в 164—163 годах до н. э. так дружески отнёсся к Филометору в Риме, а в 162 году до н. э. бежал в Сирию, чтобы взойти на трон своих предков. В итоге пришлось укрепить оборону острова.
В 154 году до н. э. Птолемей Эвергет снова появился в Риме и показал сенату какие-то рубцы на теле, по его словам, шрамы от ран, нанесённые ему подосланными убийцами на службе у Филометора. Рим обратился к своим союзникам в Восточном Средиземноморье, поручив им посадить Птолемея Эвергета на трон Кипра с помощью военной силы, но так как сам Рим ничего не сделал, то и союзники не торопились что-то предпринимать, и Филометор всё так же хранил твёрдость и спокойствие, а Эвергет, высадившись на Кипре с войском, оказался предоставлен самому себе. Наконец для Филометора наступила пора начать военные действия, и он сделал это быстро, умело и эффективно. Захватчик был заперт в киприотском городе Лапефе и принужден сдаться лично в руки старшего брата. Поведение Филометора в тот момент показало миру, что это был за человек. Он не только простил Эвергета, но и заключил с ним новый договор, по которому тот должен был мирно вернуться в Киренаику (которую он тем временем вернул под свою власть) и ежегодно получать от Египта оговоренное количество хлеба. Ещё Филометор обещал выдать за него одну из своих дочерей, Клеопатру. Обеих дочерей Филометора звали Клеопатрами. О том, какую дочь он обещал брату — ту, которая впоследствии стала царицей Сирии (Клеопатра Тея), или ту, на которой Эвергет всё-таки женился после смерти Филометора (Клеопатра III Египетская), имеющиеся в нашем распоряжении источники умалчивают. То, как повёл себя Эвергет после смерти Филометора, показывает, что он не испытывал особой благодарности. Но при жизни Филометора он больше не мог претендовать на Кипр. Судя по тому, что его брак с юной Клеопатрой не состоялся, можно сделать вывод, что он вновь пошёл против старшего брата. Но Рим его больше не поддерживал. Филометор нашёл мощного защитника в лице Марка Катона Старшего. До нашего времени сохранились фрагменты речи, которую Катон произнёс в сенате, «De Ptolemaeo rege optimo et beneficissimo» ( О Птолемее, самом лучшем и благодетельном царе) .

### Война с Селевкидами и гибель царя
Деметрий I, сидевший на троне Селевкидов, показал себя царём весьма отважным, энергичным и решительным. Своим притязаниями на Кипр он сделал врагом Филометора. Поэтому, когда царь Пергама Эвмен II выставил нового претендента на селевкидский трон — привлекательного юношу, возможно низкого происхождения, который тем не менее выдал себя за сына Антиоха IV, и когда этот юноша побывал в Риме и, получив благословение сената, вернулся на Восток завоёвывать Сирию. Птолемей послал из Египта армию под командованием Галаста, аристократа из холмистой области между Северной Грецией и Адриатикой, чтобы свергнуть Деметрия. Деметрий отступил перед коалицией, и юноша воцарился в Сирии под именем Александра Баласа (150 год до н. э.). Затем произошло нечто необычное. Филометор отдал в жёны Александру Баласу свою дочь Клеопатру Тею. Подоплёка такого поведения Филометора не совсем ясна. Возможно, путём этого брака он собирался мирным путём прибрать к рукам Келесирию.
За два года Александр I Балас показал себя никчемной и развратной личностью, хотя и пользовался популярностью у иудеев. В Киликии объявился другой претендент на трон — молодой Деметрий II, сын Деметрия I. Ввиду грозящего сирийского вторжения с севера Филометор вошёл в Келесирию с большим войском и прошёл через Ашдод и Яффу к Птолемаиде (150 год до н. э.). Письменные источники противоречат друг другу, и невозможно понять, то ли он отправился на помощь Александру, то ли против него — возможно, на тот момент он сам не разъяснял своих намерений. Во всяком случае, в Птолемаиде Александр Балас, по словам Филометора, покушался на его жизнь. Если не раньше, то с этих пор он стал врагом Александра. Каким-то образом вернув свою дочь, сирийскую царицу, он передал её Деметрию II. Жители Антиохии изгнали Александра, который бежал в Киликию, а когда Птолемей Филометор прибыл в этот город, они заявили, что не желают иметь царём ни Александра Баласа, ни Деметрия II, умоляли Птолемея править Сирийским царством, также как Египетским. Однако, будучи человеком вполне порядочным, справедливым и нелюбостяжательным, да к тому же и очень прозорливым в государственных делах, Птолемей решил отказаться, чтобы не вызывать зависти к себе со стороны римлян. Поэтому он созвал антиохийцев в народное собрание и стал уговаривать их принять к себе Деметрия, причём указывал на то, что последний, удостоившись с их стороны такого отличия, и не думает вымещать на них злобы за отца своего. Сам фараон предлагал себя в руководители и наставники Деметрия во всяком добром начинании и обещал не допускать его до каких бы то ни было неудобных предприятий. Сам же он, уверял фараон, готов удовлетвориться царством Египетским. Такими речами он убедил антиохийцев принять к себе Деметрия. Конечно, он добился от Деметрия уступки в виде возвращения династии Птолемеев Келесирии. Вероятно, его войска уже заняли эту территорию, предмет бесконечных раздоров.
Александр I Балас вернулся из Киликии с армией и вступил в бой с войсками Птолемея и Деметрия на реке Энопоре. Он был полностью разбит и сбежал в Аравию под защиту арабского шейха Завила (Завдиила). В битве лошадь Птолемея, испугавшись рева слона, сбросила с себя своего всадника; враги же, увидев это, устремились на фараона, нанесли ему множество ран в голову и бросили его, подвергнув смертельной опасности. Телохранители фараона, однако, отбили его, но царь был в таком тяжелом положении, что в течение четырёх дней не мог произнести ни слова и даже не приходил в сознание. Через пять дней он пришёл в себя, но умер на руках у врачей, которые пытались сгладить неровные края кости. Перед смертью он с удовлетворением увидел голову Александра Баласа, присланную ему арабским шейхом. Демотический папирус из Гермонтиса от 21-го числа месяца пайни (15 июля 145 года до н. э.) ещё датируется периодом правления Филометора. Возможно, к тому времени царь был уже мёртв, но вести из Северной Сирии ещё не достигли Верхнего Египта.
Евсевий Кесарийский, со слов Порфирия Тирского, в своей «Хронике» говорит, что Птолемей VI Филометор первоначально царствовал в течение 11 лет один, после чего Антиох захватил Египет и удалил его от трона. Жители Александрии избрали царём его брата Эвергета. Затем они вынудили Антиоха бежать из Египта и освободили Филометора. Это произошло на 12-м году Филометора и в 1-й год Эвергета. После этого два царя правили совместно до 17-го года, но начиная с 18-го года Филометор стал править самостоятельно и царствовал над Египтом ещё 18 лет. Погиб он на 36-м году правления. На момент смерти ему было, вероятно, сорок один или сорок второй год жизни.

### Характеристика царя
Полибий сообщает, что Птолемей Филометор, «по словам одних, был царь, достойный высокой похвалы; другие держались обратного мнения. Действительно, человек он был добрый и великодушный, как ни один из предшествовавших ему царей. Он показал себя человеком достаточно стойким и в опасностях мужественным. И всё-таки во время удач и после побед он терял самообладание и предавался, можно сказать, чисто по-египетски излишествам и распутству; в таком состоянии он навлекал на себя большие беды». Юстин красочно живописует его портрет, представляя его тучным и праздным чудовищем: «Птолемей настолько был бездеятелен и ослаблен ежедневными излишествами, что не только перестал исполнять обязанности, присущие царскому сану, но от чрезмерного ожирения лишился даже и рассудка человеческого». Это совершенно несовместимо с тем, что известно о действиях Филометора. Но можно понять, каким образом слова Полибия о Филометоре — а Полибий имел возможность писать с полным знанием — могли дать основания для карикатуры Юстина. Допустим, что Птолемей VI Филометор был толст — а толстые, добродушные люди бывают беспечны, когда ничто не зовёт их к действию. Однако поступки Филометора показывают, что он умел проявлять решительность в важных делах. Его дипломатические отношения с Римом были решительны и отважны, но при этом искусны и любезны. Он лично принял участие в нескольких войнах и все довёл до успешного конца — борьбу с местными повстанцами в Египте, войну с братом на Кипре и войну с Александром Баласом в Сирии. И даже если он был толст, свою смертельную рану он получил сидя верхом на коне и сражаясь среди воинов на поле боя, как старинные македонские полководцы, потомком которых он был.
В «Естественной истории» Плиний Старший, ссылаясь на сведения Марка Теренция Варрона, сообщал о конфликте правителей Египта и Пергама. Этот живший в I веке древнеримский автор писал: «Благодаря соперничеству между царями Птолемеем и Евменом в устройстве библиотек, когда Птолемей стал удерживать бумагу для себя, в Пергаме был изобретён пергамент. Позже использование этого предмета, на котором основано бессмертие людей, снова сделалось общераспространённым». В изложении Плиния Старшего причиной конфликта стали опасения египетского царя, что многократно увеличившаяся библиотека города Пергама может обогнать по количеству книг Александрийскую библиотеку. Запрет на вывоз за пределы Египта папируса привёл к повсеместному увеличению спроса на материал для письма, получившему по названию города наименование пергамент. Современные историки единодушны, что упоминавшийся в тексте Эвмен — это правивший Пергамским царством в 197—159 годах до н. э. Эвмен II. Однако есть разные мнения, кого из египетских правителей по имени Птолемей имел в виду Плиний Старший. Предполагается, что это — Птолемей VI Филометор. Однако также возможно, что им могли быть и другие современники Эвмена II: Птолемей V Эпифан или Птолемей VIII Эвергет.

### Птолемей VI и евреи
Египетские евреи, по всей видимости, пользовались благосклонностью двора Филометора и Клеопатры. В державе Селевкидов древний род первосвященников изгнали из Иерусалима, а на их место взяли тех, кто поклялся в покорности сирийскому царю. Представитель законного рода по имени Хония (которое греки переделали в Онию; оно было каким-то образом связано со словом «онос», «осёл», которому по тогдашнему поверью греков, поклонялись евреи) бежал в Египет. Видимо, его сопровождали многие сторонники, поскольку Птолемей выделил им полоску земли на восточном рукаве Нила, после того ставшую известной как «земля Онии». Хонии разрешили построить иудейский храм на месте заброшенного египетского храма богини Баст в Леонтополе, который более-менее походил на храм в Иерусалиме, и там оправлять свой культ, набрав духовенство из избранного племени. Храм, видимо, помещался на искусственном холме Телль-эль-Йехудия. Его остатки согласуются с утверждением Иосифа Флавия, что главное здание возведённого на холме храма возвышалось на 60 локтей (около 27 м). Храм имел те же пропорции, что и храм Соломона (в меньшем масштабе), и территория вокруг была устроена примерно так же, чтобы соответствовать плану участка вокруг иерусалимского храма. Богослужения продолжались там до тех пор, пока Веспасиан не закрыл храм. Хотя ортодоксальные раввины считали его не вполне законным, храм наверняка пользовался постоянной поддержкой части египетских евреев.

### Семья
- Его женой была его сестра Клеопатра II. От неё он имел следующих детей:
  - Птолемей Эвпатор
  - Птолемей VII
  - Клеопатра Тея
  -  Клеопатра III

| Династия Птолемеев                | |                                                                            |
| Предшественник: Птолемей V Эпифан | царь Египта 181/180 — 146/145 до н. э. (правил 35 лет) в 170 — 163 до н. э. совместно с братом Птолемеем Фисконом | Преемники: Птолемей VIII Эвергет II (Фискон) и Птолемей VII Неос Филопатор |